# Keboncau
Keboncau is een bestuurslaag in het regentschap Lebak van de provincie Banten, Indonesië. Keboncau telt 2765 inwoners (volkstelling 2010).